# ماهی سنباده
ماهی سنباده (نام علمی: Scyliorhinus stellaris) نام یک گونه از سرده گربه‌کوسه‌های خال‌خالی است.